# يوسف عنبر
يوسف عنبر لاعب كرة سعودي سابق ومدرب حالي.

## حياته
هو يوسف حسين سلطان عمر عنبر لاعب سابق في نادي الأهلي السعودي خلال حقبة الثمانينات الميلادية ومركزه ظهير ايسر, كان ضمن المشاركين مع المنتخب في أول انجاز خارجي عام 1984م بسنغافورة حينما تم تحقيق لقب كأس أمم آسيا.

## مسيرته
وحينما قرر الاعتزال في التسعينات, توجه إلى مجال التدريب وتدرج مع الاهلي حتى وصل مدرباً للفريق الأول عام 2002 وحقق لقب كأس سمو ولي العهد.
عاد عام 2008 ليدرب الاهلي خلفاً للألماني بوكير الذي أقيل بعد مباراة الأهلي السعودي ضد النصر السعودي ضمن الدوري السعودي الممتاز وقاد الاهلي حتى نهاية الموسم.
بعد هذه التجربة الرائعه مع الاهلي انتقل للعمل في المنتخبات السعودية, وتم الاسناد له مهمة تدريب المنتخب الأولمبي في تصفيات أولمبياد لندن 2012 ولكنه استقال بعد ثلاث مباريات.
عمل حتى 2013 محللاً في القناة الرياضية السعودية ثم درب بعدها عدة أندية قبل أن يعود لتدريب النادي الأهلي مؤقتًا 2019م ثم إنتقل لتدريب أندية أُحد ويليها البكيرية ثم جدة قبل أن عاد مجددًا للأهلي في سبتمبر 2022م ولكن كمستشار فني.

## إنجازاته

### كلاعب
مع النادي الأهلي
- كأس الأمير فيصل بن فهد للمصيف 1982م.
- كأس الملك 1983م.
- الدوري السعودي 1984م.
- كأس الخليج للأندية 1985م.

مع المنتخب السعودي
- كأس أممم آسيا 1984م.

### كمدرب
مع النادي الأهلي
- كأس سمو ولي العهد 2002م.